# Ariel (Beliáyev)
Ariel (Ариэль), novela de ciencia ficción de Aleksandr Beliáyev publicada por primera vez en 1941. 
Al protagonista, Ariel se le concede el poder de volar sin aparatos. Él y un joven amigo escapan de la escuela donde se hallan confinados y Ariel descubre que es inglés y que lo llevaron a una escuela especial en la India porque su hermana y él eran ricos y le dieron la custodia a personas que querían su dinero.
- Datos: Q2385110